# Skulpturparken Ängelsberg

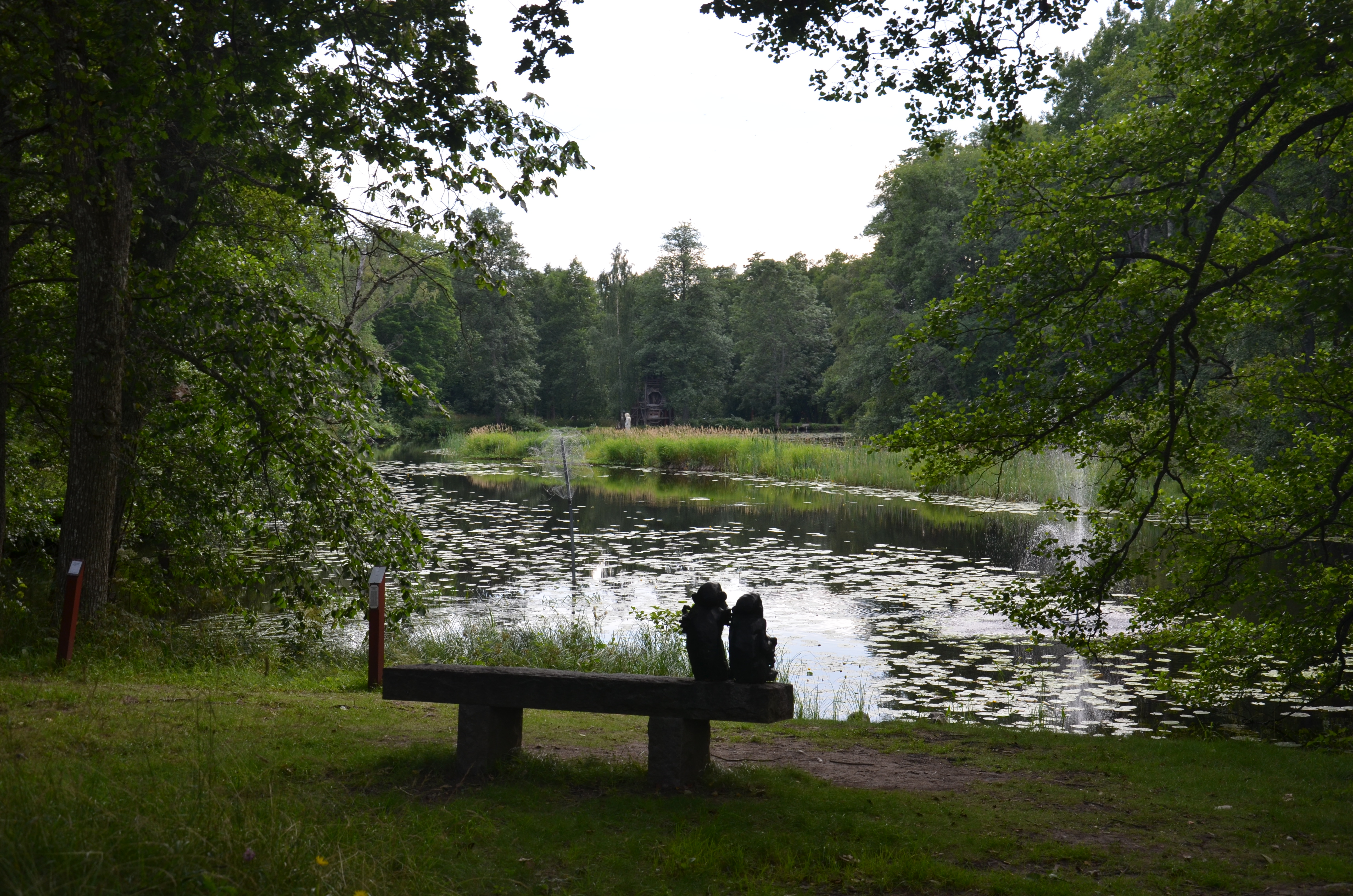
Skulpturparken Engelsberg.

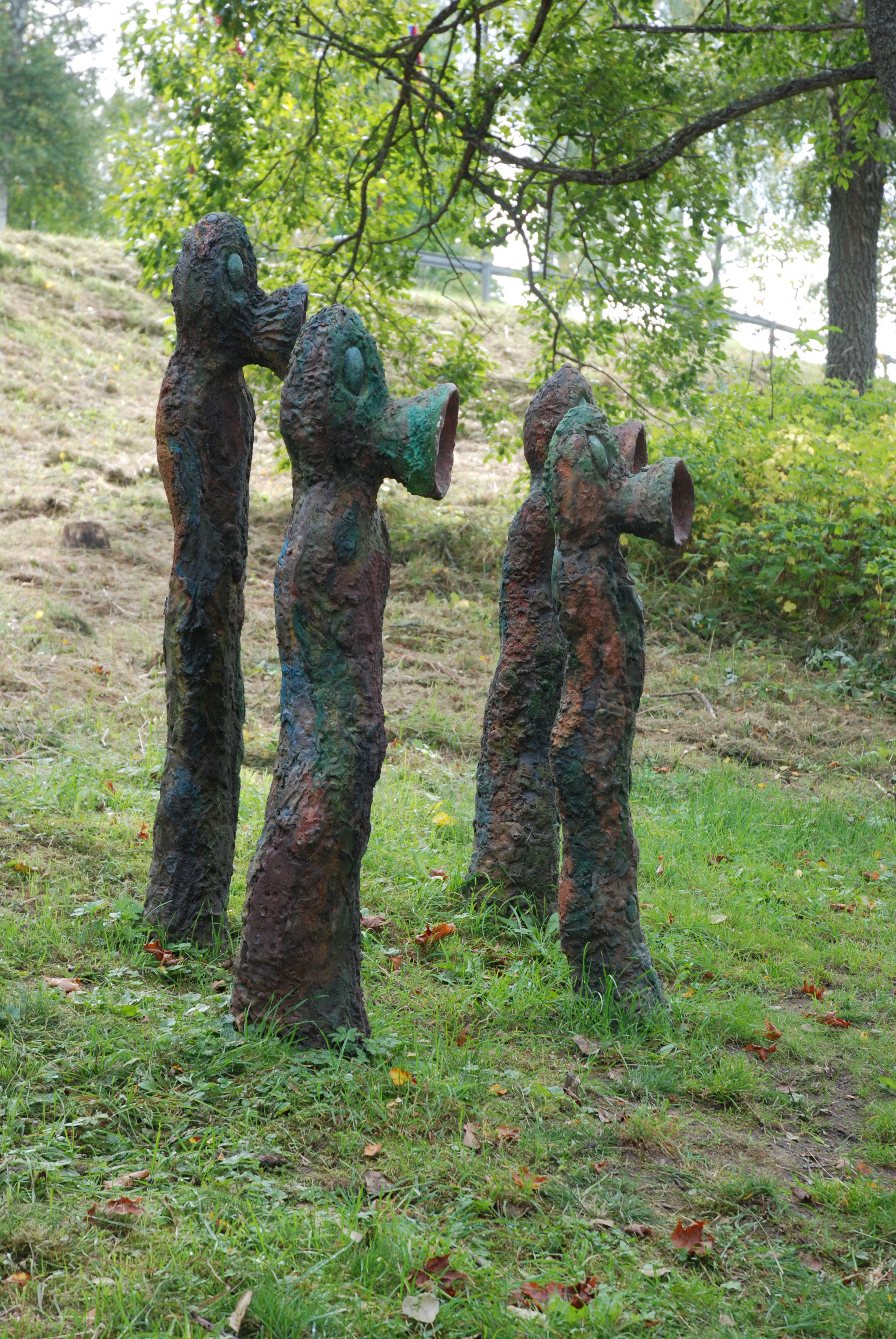
Peter Tillbergs Trattgubbar (2009).

Skulpturparken Ängelsberg är en skulpturutställning i Ängelsberg i Västmanland. 
Skulpturparken ligger i ett område utmed ån som finns mellan samhället Ängelsberg och Engelsbergs bruk. Utställningar har anordnats sommartid sedan år 2003 på initiativ av föreningen Engelsbergs Konstgille. Det finns också nio permanenta skulpturer i skulpturparken och i dess närhet.

## Permanent utställda skulpturer
- Unna Katz: Sälar (2003), betong, (uppställd sommartid)
- Uta Jacobs: Himmelsbåge (2004), rostfritt stål, vid stationen i Ängelsberg
- Lars Vilks: Servicetornet Livslögnen (2005), trävirke
- Aida Foroutan: Eldtempel - Frihetens bur (2006), metall, vid Engelsbergs bruks  bagarstuga
- Lars Nyberg: Tre gestalter (2006), trä, vid Slaggarbo vid Engelsbergs bruk
- Oleg Nourpeissov: Oändlig metamorfos (2006), glas
- Peter Tillberg: Trattgubbar (2009), brons, (uppställd sommartid)
- Sture Collin: Filosofiska bänken (2009), granit och brons
- Kent Wahlbeck: The Puzzled Choir (2010), corténstål, vid Galleri & Kafé Fågelsången i Ängelsberg

## Bildgalleri

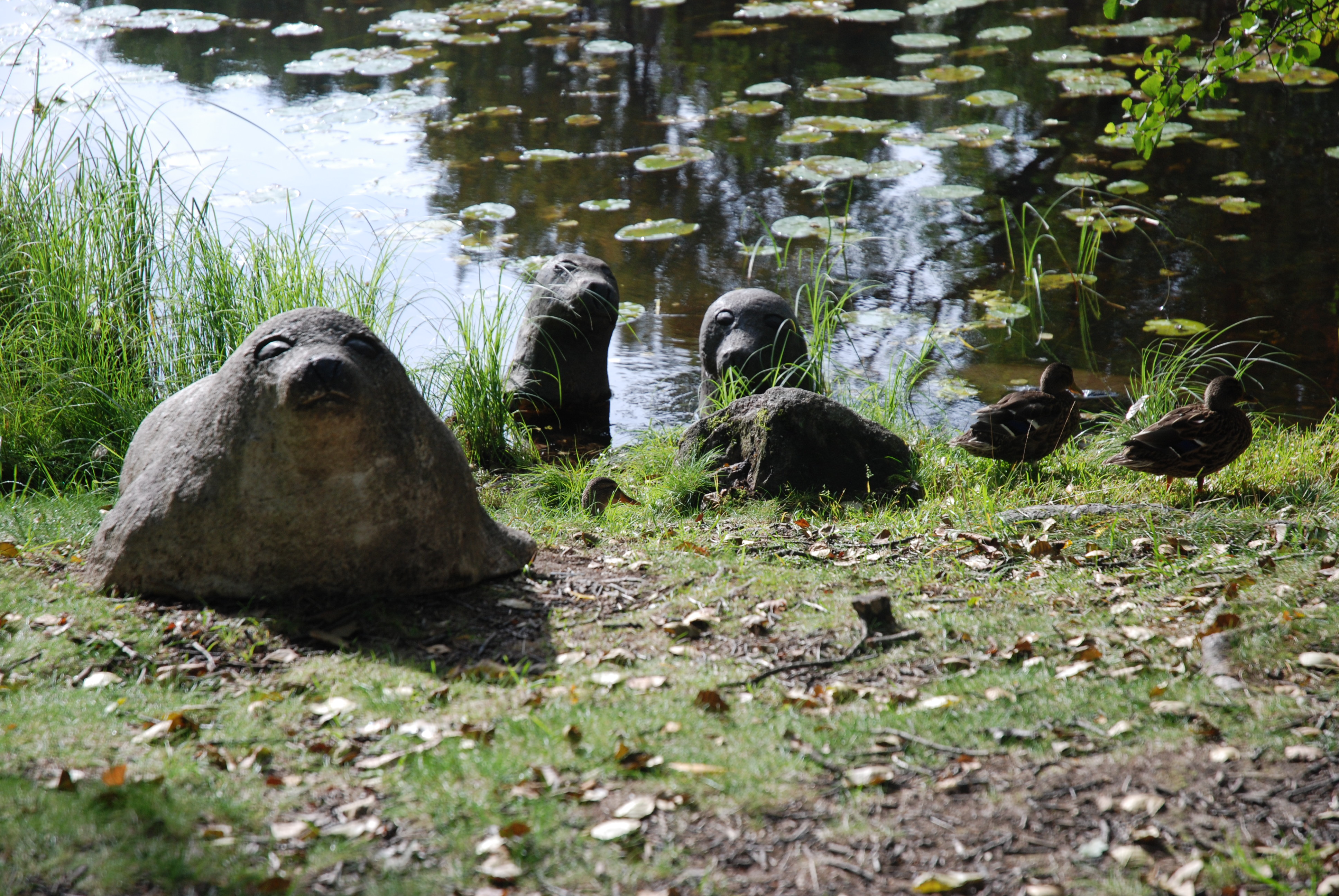
Unna Katz Sälar
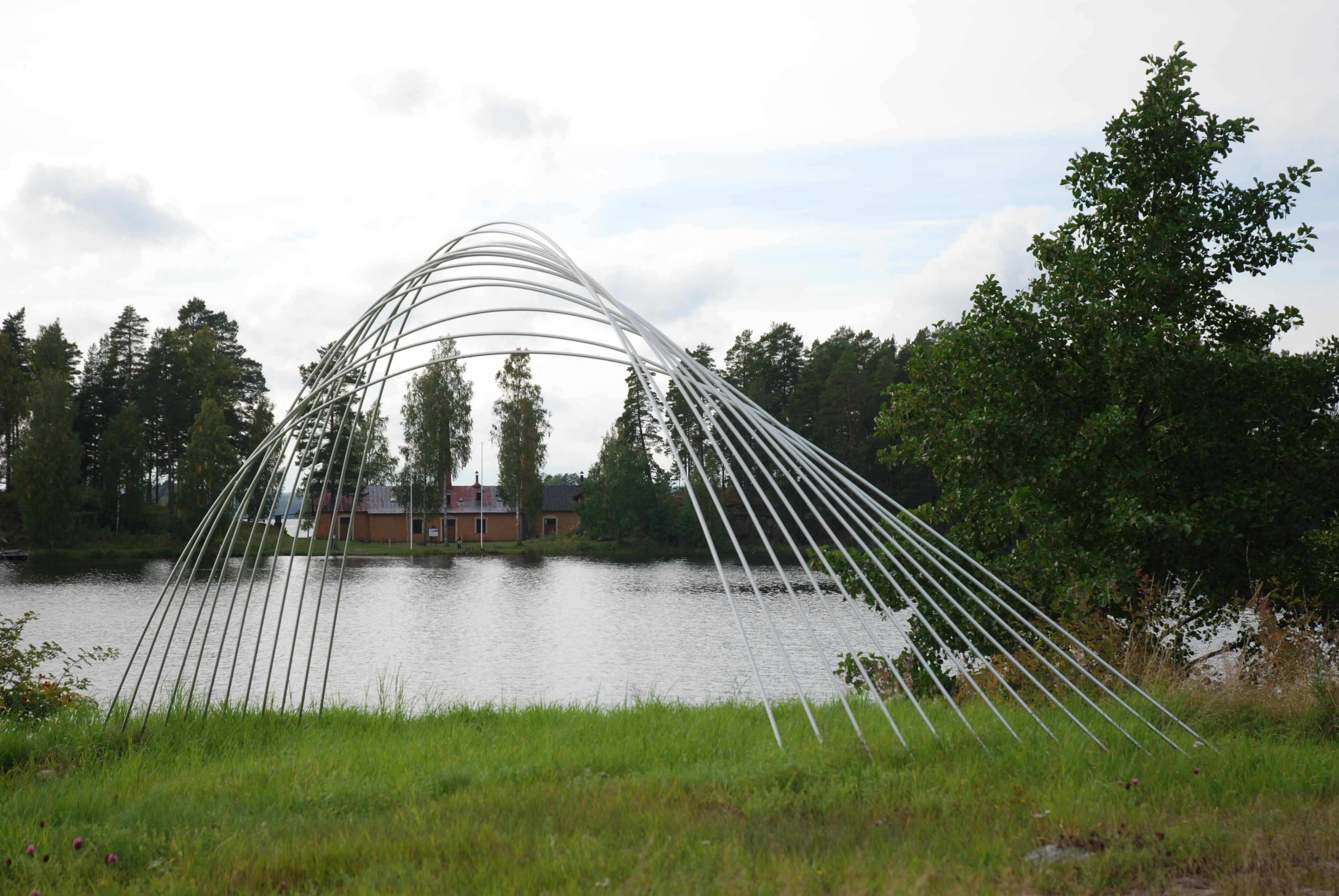
Uta Jacobs Himmelsbåge. Under bågen syns Oljeön
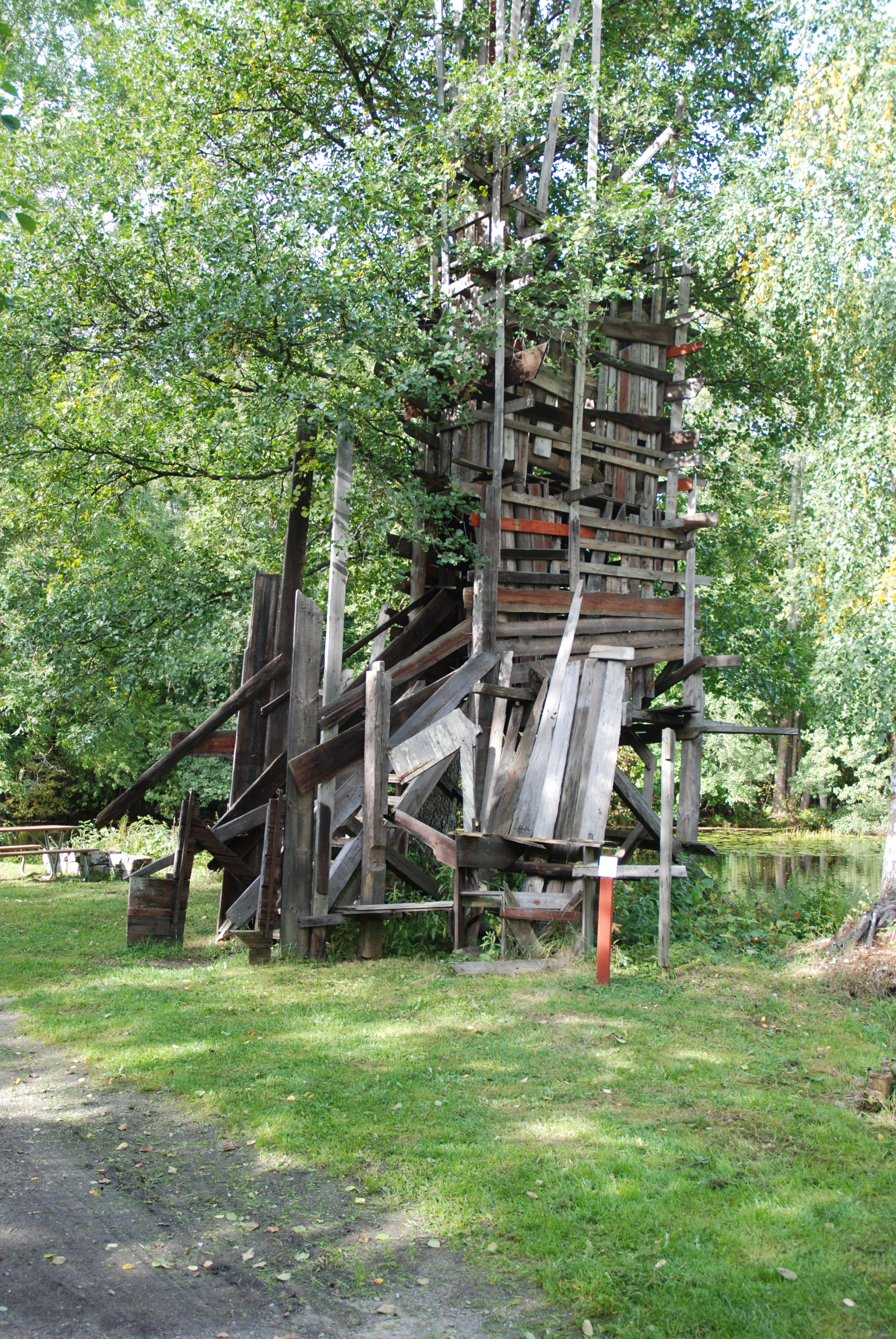
Lars Vilks Servicetornet Livslögnen
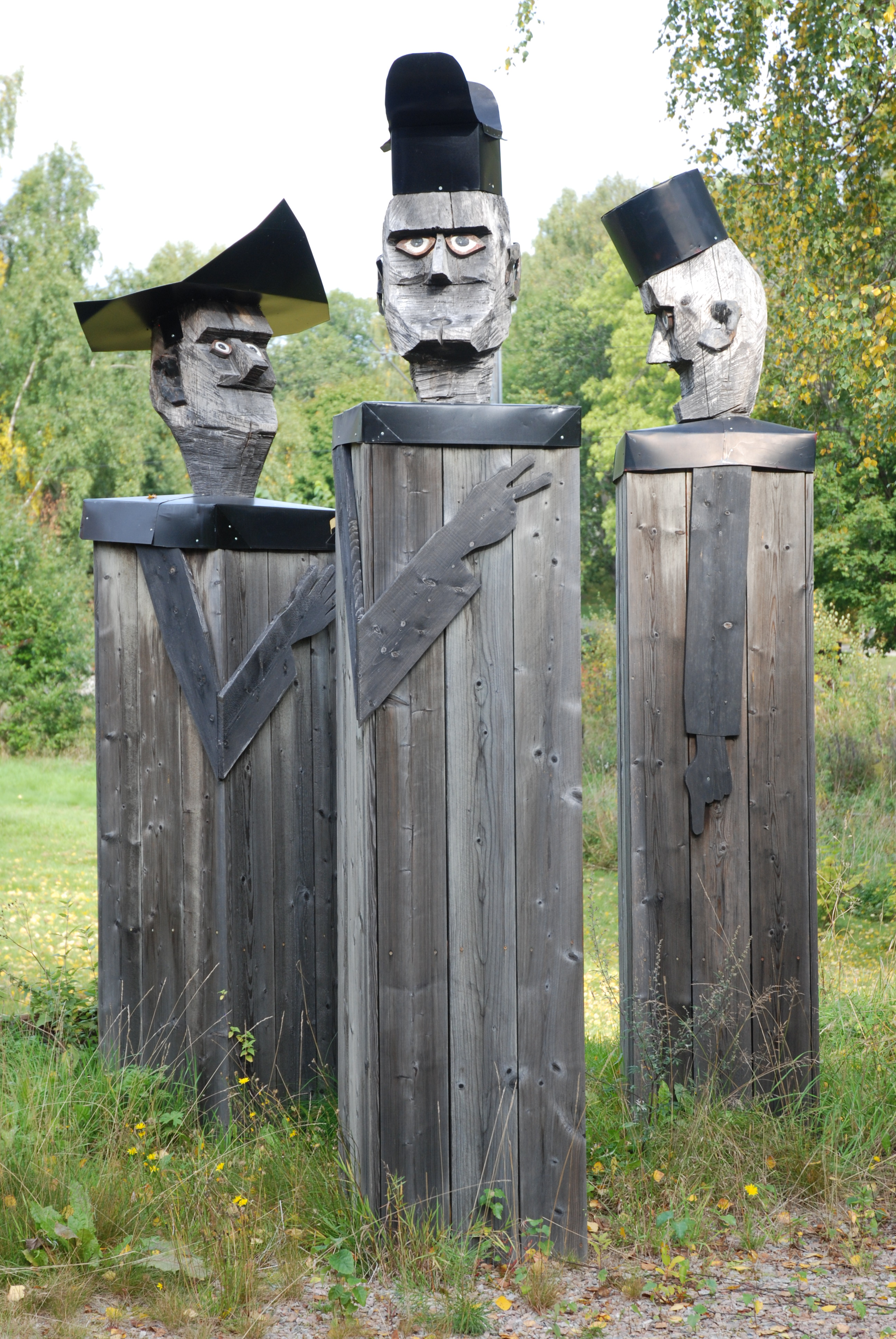
Lars Nybergs Tre gestalter
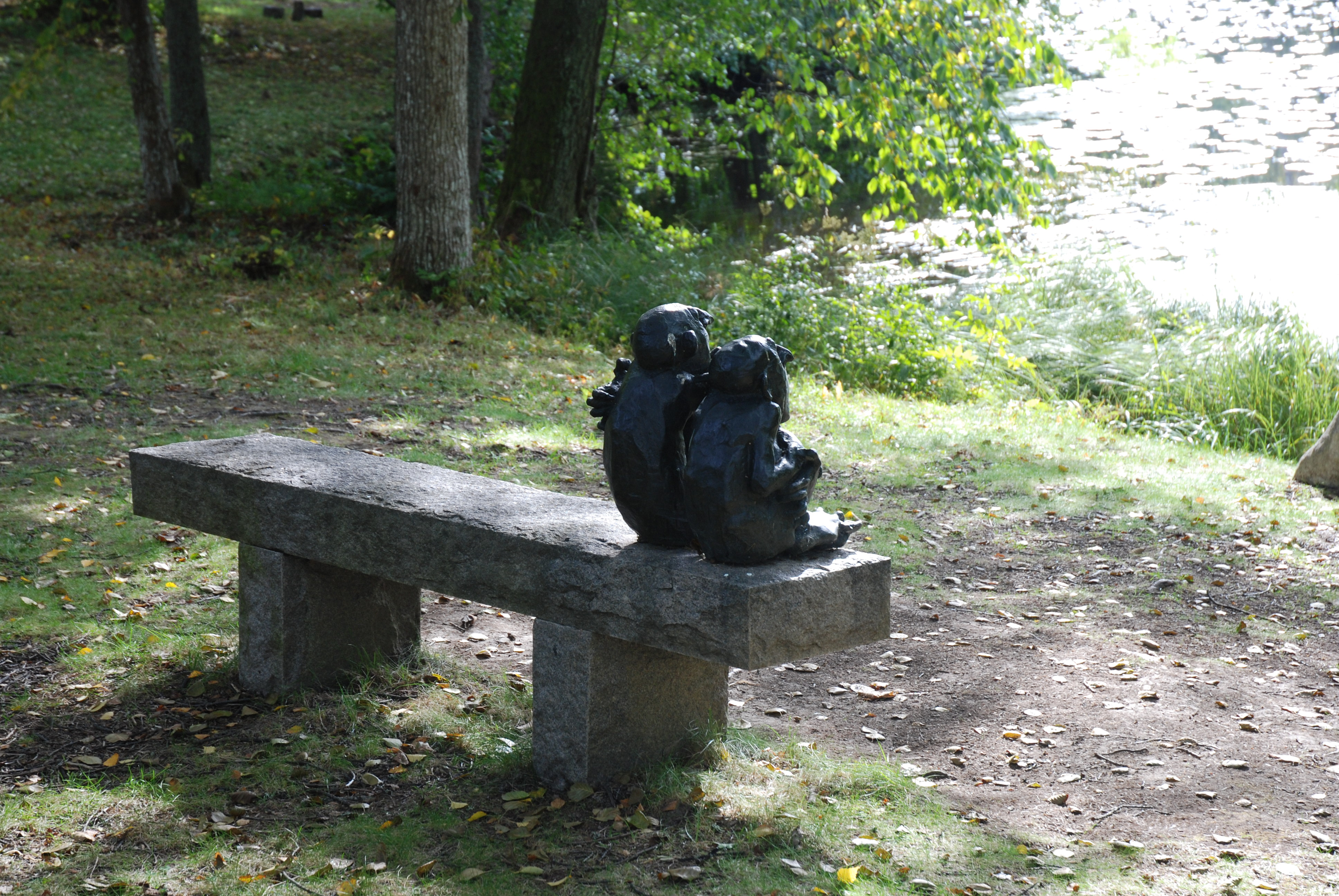
Sture Collins Filosofiska bänken
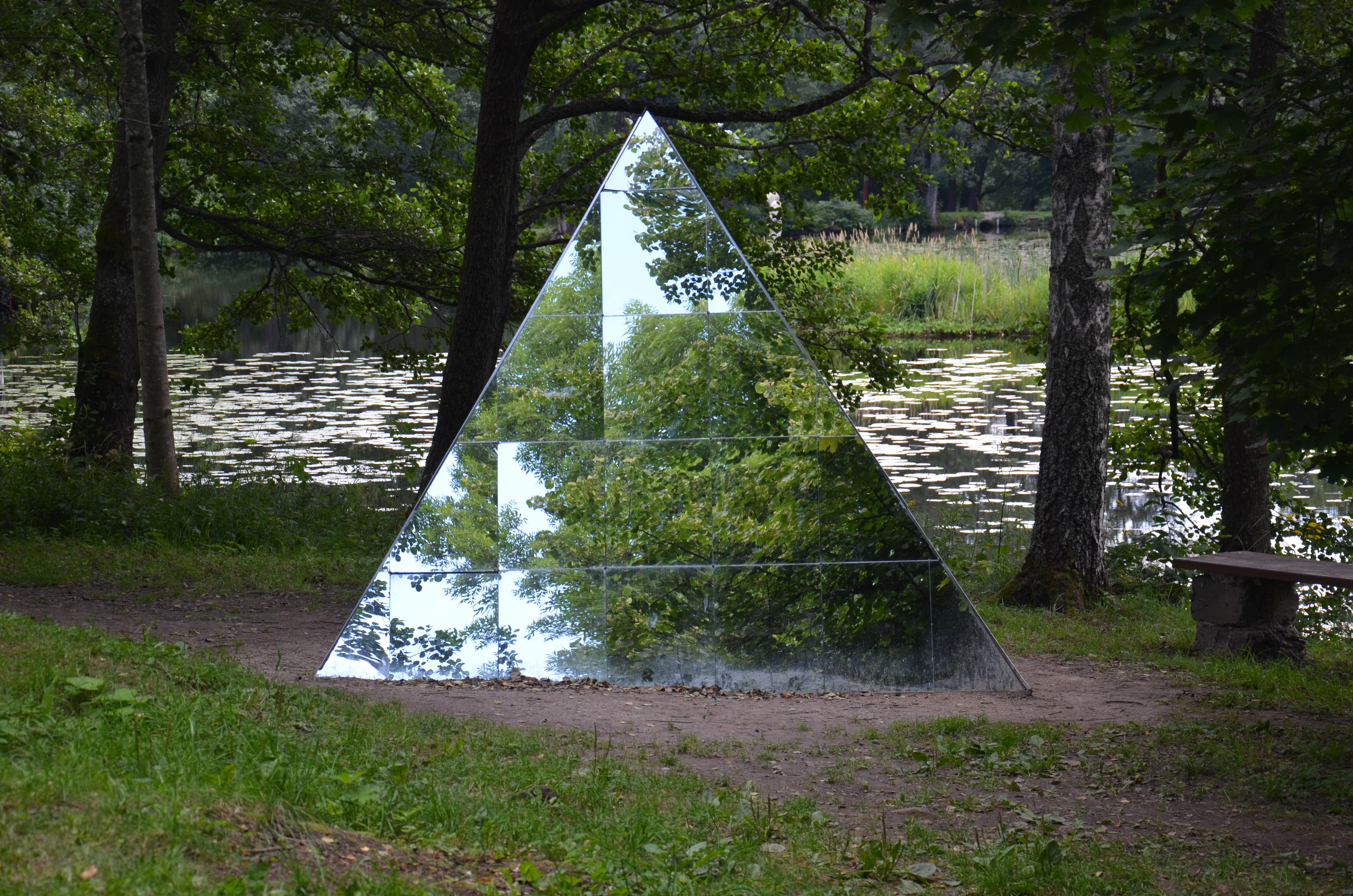
Oleg Nourpeissovs Oändlig metamorfos
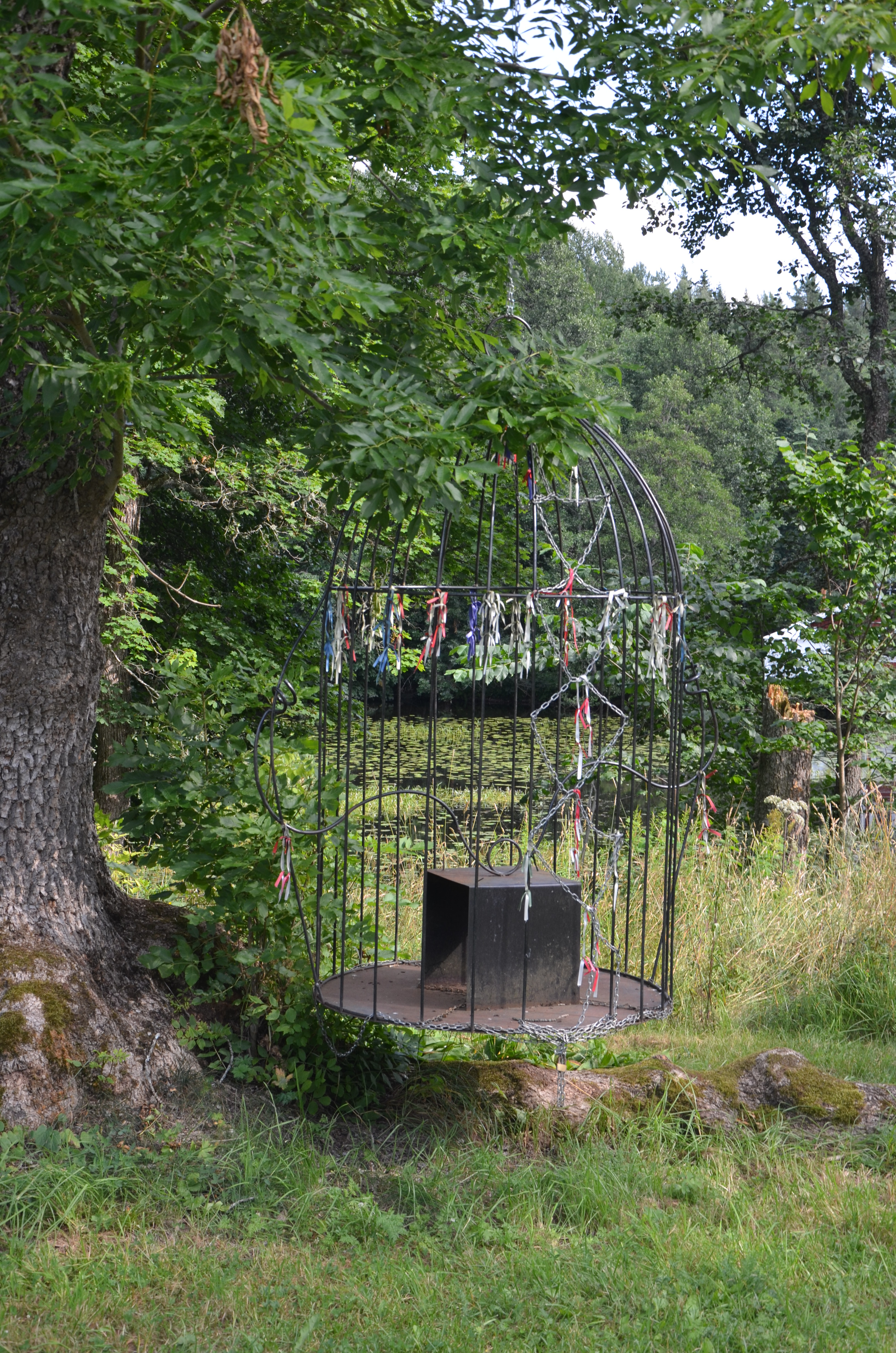
Aida Foroutans Eldtempel, Frihetens bur